# Urodziny Matyldy
Urodziny Matyldy – polski film obyczajowy z 1974 roku w reż. Jerzego Stefana Stawińskiego.

## Fabuła
Tytułowa Matylda to atrakcyjna, młoda kobieta, silna i zarazem wrażliwa osobowość. Na co dzień pracuje jako zakładowy psycholog w fabryce słodyczy, jednak jej wrodzona chęć niesienia pomocy bliskim, powoduje, że w swojej pracy bardzo często wykracza poza ramy swoich zawodowych obowiązków. Jej trzydzieste urodziny stają się dla niej okazją do krytycznego spojrzenia na jej życie zawodowe i osobiste.

## Obsada
- Jolanta Bohdal – Matylda
- Mirosława Krajewska – aktorka Bożena
- Jolanta Lothe – Joanna, przyjaciółka Matyldy
- Ewa Miller – Basia Zalesiak
- Józef Duriasz – dr Andrzej, partner Matyldy
- Mirosław Gruszczyński – Janusz, były mąż Matyldy
- Zbigniew Zapasiewicz – aktor Konrad, mąż Bożeny
- Halina Buyno-Łoza – sąsiadka Okoniowej
- Katarzyna Łaniewska – Jadwiga Okoniowa, pobita pracownica
- Marta Ławińska – Anna, koleżanka Basi
- Bohdana Majda – Jaworska, matka Basi
- Maria Mamona – panna młoda
- Sabina Wiśniewska – matka Matyldy
- Irena Zachorczyńska – Beata, właścicielka mieszkania wynajmowanego przez Matyldę
- Bogusz Bilewski – Jaworski, mąż matki Basi
- Marek Frąckowiak – Zenon Jarząbek, ojciec dziecka Basi
- Eugeniusz Kamiński – Okoń, mąż pobitej pracownicy
- Edward Kowalczyk – mężczyzna na prywatce
- Krzysztof Kowalewski – podrywacz Matyldy
- Andrzej Krasicki – dyrektor fabryki
- Jerzy Moes – inżynier
- Tadeusz Pluciński – epizod
- Janusz Pac-Pomarnacki – Medard, partner właścicielki mieszkania wynajmowanego przez Matyldę
- Eugeniusz Robaczewski – mężczyzna chcący kupić coś dla żony w Warszawie
- Marian Wiśniowski – kierowca "Żuka"
- Andrzej Wojaczek – mężczyzna na prywatce